# Trioleato de sorbitano
El trioleato de sorbitano o Span 85 es una mezcla de ésteres parciales del sorbitol así como de sus mono- y dianhidridos con ácidos oleicos. Se emplea como emulgente.

## Obtención
El trioleato de sorbitano se obtiene esterificando sorbitol o su monoanhídrido con ácido oleico en una relación molar de 1:3. Debido a que la materia prima comercialmente disponible de "ácido oleico" es una mezcla de diferentes ácidos grasos con ácido oleico como componente principal, el trioleato de sorbitano obtenido de esta manera es también una mezcla de los productos de esterificación con estos ácidos grasos. El ácido oleico utilizado puede ser de origen animal o vegetal.

## Usos
El trioleato de sorbitano se utiliza como dispersante o emulsionante en medicamentos humanos y veterinarios y en cosméticos, así como en otras aplicaciones técnicas; se considera biodegradable. No está aprobado como aditivo alimentario en la Unión Europea, pero está incluido en la lista de aditivos alimentarios del Codex Alimentarius con el número INS 496.
Debido al valor HLB muy bajo de 1.8, se forman emulsiones de agua en aceite (emulsiones W/O), pero se usa principalmente en mezclas con otros emulsionantes con un valor HLB más alto.

## Propiedades
El trioleato de sorbitano utilizado en farmacia contiene entre un 65-88% de ácido oleico en la fracción de ácidos grasos. También incluye ácido linoleico (máximo 18%), ácido palmítico (máximo 16%), ácido palmitoleico (máximo 8%), ácido esteárico (máximo 6%), ácido mirístico (máximo 5%), ácido linolénico (máximo 4%) y ácidos grasos con una longitud de cadena de más de 18 átomos de carbono (máximo 4%). El trioleato de sorbitano de grado farmacéutico es un sólido de color amarillo pálido a ligeramente amarillento o marrón que se convierte en un líquido ámbar, aceitoso o viscoso a unos 25 °C. 